# Пројекат Растко Белорусија
Пројекат Растко - Белорусија (пун назив Пројекат Растко - електронска библиотека белоруско-српских веза) је међународни пројекат електронске културне размене, на којем се материјали могу читати на српском, белоруском и руском језику. Ова библиотека је почела са радом 24. маја 2020. године.

## Белоруско-српске културне везе
Будући да су белоруско-српске културне везе још у развоју, ова библиотека има задатак да сакупи материјале белоруских србиста и српских белорусиста на једно место, као и књижевне преводе и преводе научних и стручних текстова поменутих стручњака. На тај начин се додатно повезују стручњаци и љубитељи ових двеју култура, али такође се освешћује код оба народа повезаност култура и осветљавање момената у историји када смо се ослањали и утицали једни на друге. 

## Редакција Пројекта
На месту управника Пројекта Растко - Белорусија налази се проф. др Иван Чарота, најутицајнији белоруски (и свакако један од најутицајнијих светских) србиста. Уложио је цео свој живот у истраживање, превођење и представљање српске културе у Белорусији, примивши награде и одликовања највишег степена за своје дело. Иван Чарота је и инострани члан САНУ-а.
Одговорни секретар Пројекта је Дајана Лазаревић, мастер филологије и књижевни преводилац, члан Удружења књижевних преводилаца Србије.
Стручни сарадници Пројекта Растко - Белорусија су: 
- др Светлана Гољак (кандидат филолошких наука, професорка на Филолошког факултета у Београду[5]
- др Микита Супрунчук (кандидат филолошких наука, професор на Лингвистичком државном факултету у Минску)[6]
- др Ана Наумова (кандидат филолошких наука, професорка на Филолошком факултету у Минску)[7]

Последњих годину дана свог живота проф. др Миодраг Сибиновић је био један од стручних сарадника овог Пројекта. Професор има и своју библиотеку на Пројекту Растко.
Координатор Пројекта Растко Белорусија је проф др Дејан Ајдачић, продуцент Зоран Стефановић, обликовање сајта потписује Ненад Петровић, програмирање Михаило Стефановић.

## Полазни цитат
Као инспирација за стварање библиотеке често се наводи цитат проф. др Ивана Чароте:
...Прешла ми је у навику, а можда је постала и моја професионална деформација, потреба да доказујем како јужнословенско-источнословенске везе, па ни српско-белоруске везе никако не спадају у оно што Срби називају „чудо невиђено.“ Те везе су још неистражене, нико се њима још није бавио. Ни сам се не могу тиме похвалити. Сакупио сам корпус чињеница, које ће бити осветљене тек у будућности...